# Шурыгин, Арсений Николаевич
Арсений Николаевич Шурыгин (1841—1873) — русский художник-жанрист.

## Биография
Родился в 1841 году в Твери в семье чиновника.
Окончив в 1862 году городскую гимназию, около двух лет состоял на службе, а затем (1865) поступил в Императорскую Академию художеств вольноприходящим учеником. Получил право на преподавание рисования в гимназиях (1866). Получил звание свободного художника (1868). С этого же времени Арсений Шурыгин — член Артели художников под руководством В. М. Максимова.  Одновременно с живописью в качестве рисовальщика работал в иллюстрированных изданиях, преимущественно в сатирическом журнале «Будильник» (под редакцией Н. А. Степанова).
Шурыгин оставил немного картин, но и то, что он успел создать в короткий период своей тяжёлой артистической карьеры, показывает, что он обещал сделаться видным представителем бытовой живописи. Но судьба решила иначе. Шурыгин женился (1869) на О. А. Киселёвой, а через три года простудился, заболев воспалением лёгких, которое завершилось скоротечной чахоткой и преждевременной кончиной.
Умер от чахотки в 1873 году, оставив жену в крайней бедности. Современники художника отмечали, что не будь его жизнь такой скоротечной, он мог бы стать значительным художником.

## Работы
В 1860-х годах Шурыгин создал свои наиболее известные жанровые картины («Развлечение в приёмной» (1865); «Пойми меня» (1867); «Современные идеалисты» (1868), находящиеся в Государственной Третьяковской галерее. Его работы имеются также в музеях Казани и Минска и репродуцировались на художественных открытках.
- Примеры работ А. Н. Шурыгина
- Развлечение в приёмной
- Арест
- Пойми меня
- Современные идеалисты